# Can-can

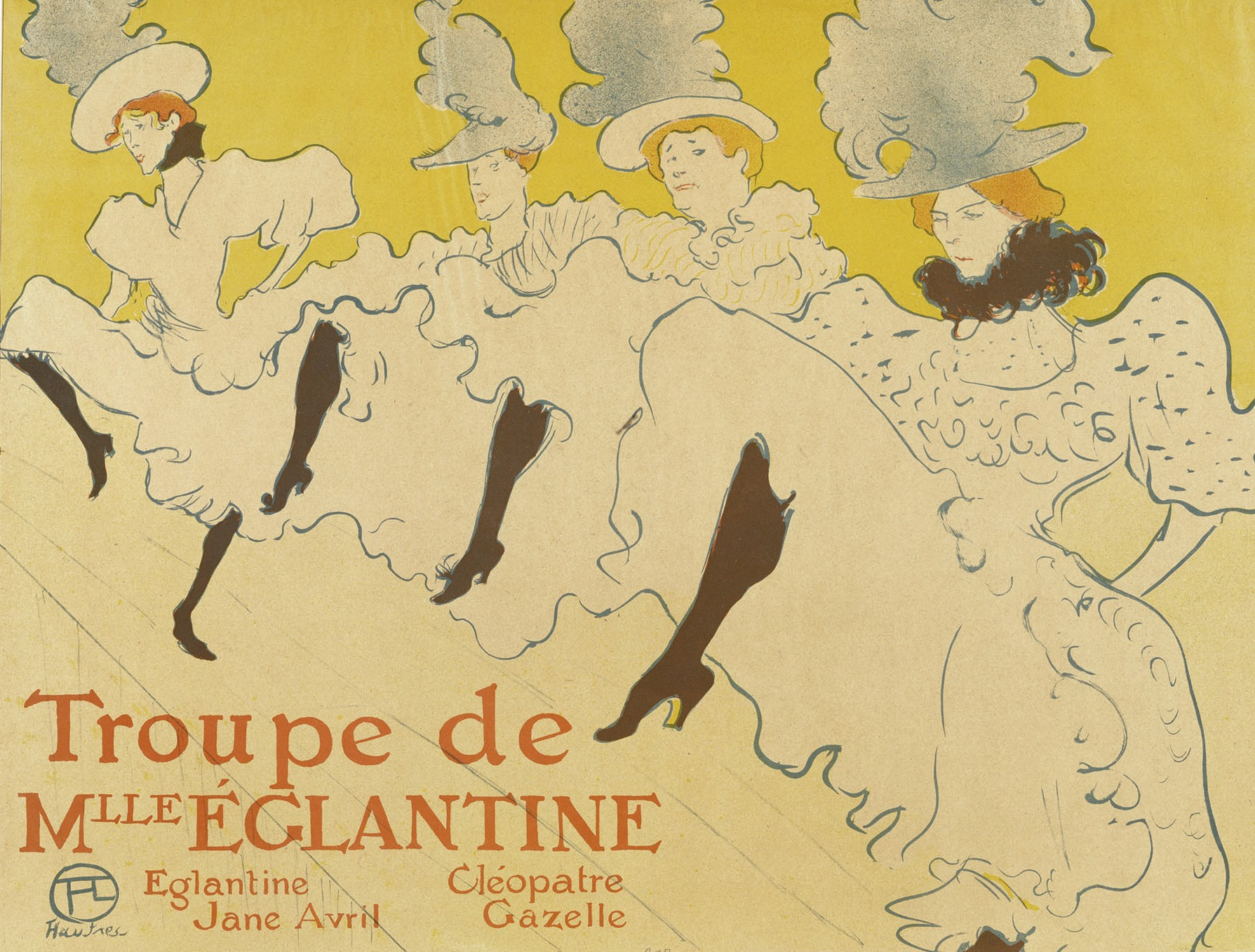
Henri de Toulouse-Lautrec, La troupe de Mlle Églantine (1895)

Can-can, o can-can francese, (scritto anche cancan) è un tipo di danza di origine francese che acquisì popolarità nell'ambito dei cabaret al tempo della Belle époque.

## Origini
Le origini del can-can sono piuttosto incerte. Molto probabilmente il più famoso ballo deriva dal galop della quadriglia, inventato nel 1850 dalla ballerina vedette del Bal Mabille.
Si sostiene, inoltre, che il can-can, in gran parte di origine popolare, derivi dall'usanza delle lavandaie di Montmartre di mostrare, ogni domenica, le gonne per le strade del quartiere.
Il compositore Jacques Offenbach scrisse famosi can-can per operette, il più celebre dei quali è quello del Galop infernal, nell'operetta Orfeo all'inferno del 1858.

## Stile

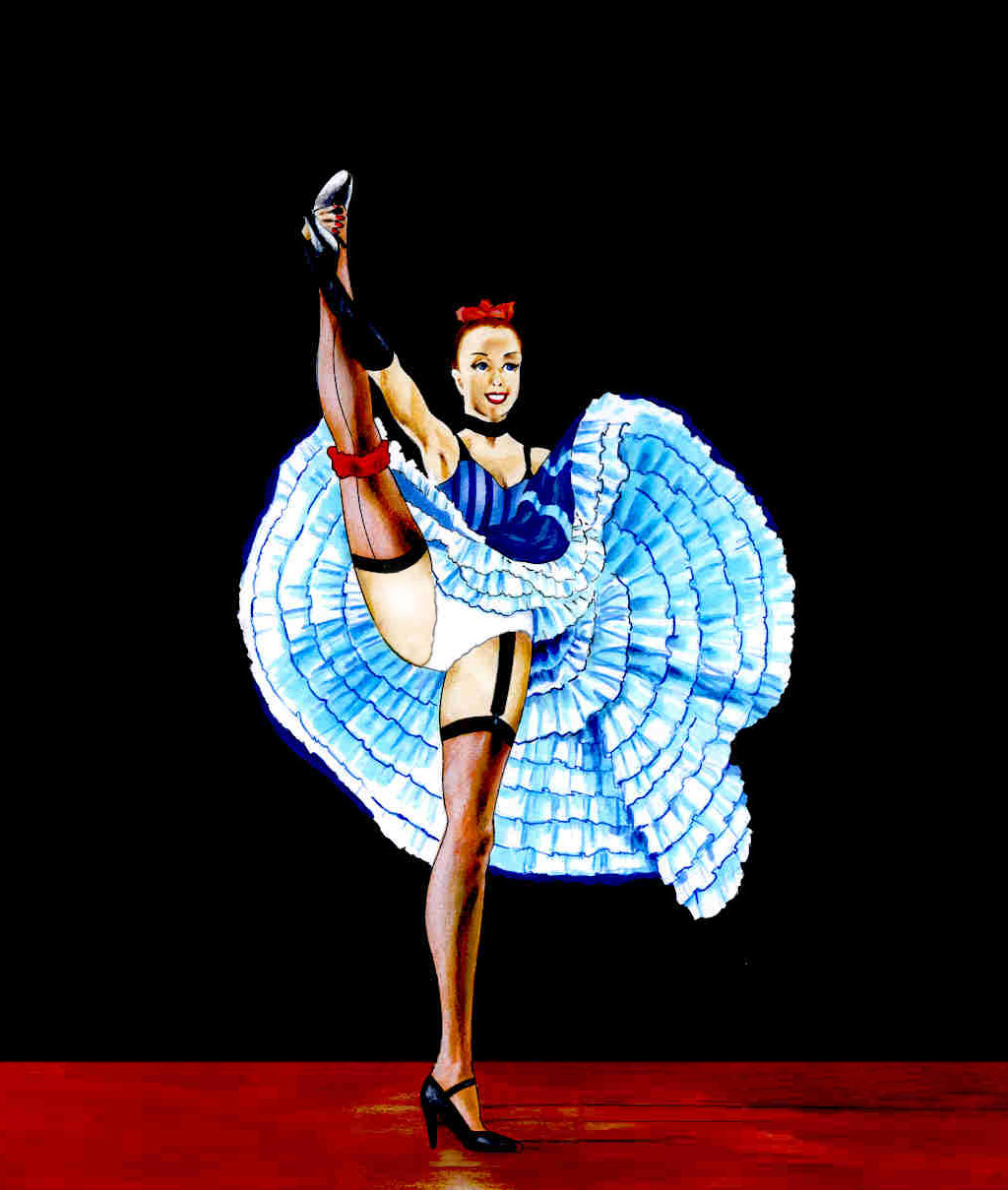
Pied en l'air

Il ballo era caratterizzato dall'esibizione delle ballerine che, schierate in fila l'una a fianco dell'altra, al tempo di una musica molto veloce e ritmata alzavano ritmicamente le gambe: durante questo movimento esse si scoprivano parzialmente, emergendo dalle lunghe e ampie gonne e sottogonne in uso all'epoca, suscitando l'entusiasmo degli spettatori, che spesso accompagnavano il ritmo battendo le mani.
Nel dettaglio il movimento del can-can si compone di una sequenza di quattro passi che si ripetono: le ballerine saltellano sul posto, nel primo e nel terzo passo toccano terra con ambo i piedi, nel secondo e nel quarto invece con un piede solo, slanciando l'altra gamba verso l'alto: il primo slancio si effettua a gamba piegata, sollevando il ginocchio, il secondo invece a gamba tesa.
Tutte le mosse, appena citate, sono state inventate dalla ballerina francese Louise Weber, detta la Goulue; questo è lo stile del can-can del Moulin Rouge.
Attualmente il Moulin Rouge continua a curare versioni che utilizzano nuove tecnologie digitali, ma conservano la struttura di base.